# Sonnet 11

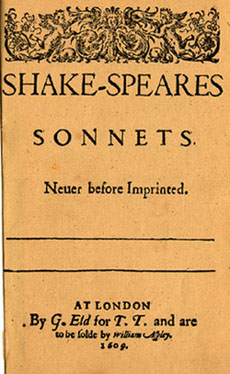
Sonnetten van Shakespeare, 1609

Sonnet 11 is een van de 154 sonnetten, geschreven door de Engelse toneelschrijver en dichter William Shakespeare. Het behoort tot de groep procreation sonnets (voortplantingssonnetten) uit de fair youth (schone jongeling)-reeks, waarin de spreker zich richt tot een jongeman om deze aan te manen te zorgen voor een nageslacht.

## Shakespeares tekst
| Sonnet 11 As fast as thou shalt wane, so fast thou grow'st In one of thine from that which thou departest, And that fresh blood which youngly thou bestow'st Thou mayst call thine when thou from youth convertest. Herein lives wisdom, beauty, and increase; Without this, folly, age, and cold decay. If all were minded so, the times should cease, And threescore year would make the world away. Let those whom nature hath not made for store, Harsh, featureless, and rude, barrenly perish. Look whom she best endowed she gave the more, Which bounteous gift thou shouldst in bounty cherish. She carved thee for her seal, and meant thereby Thou shouldst print more, not let that copy die. |

## Vertaling
Zo snel je verwelkt, zo snel zul je weer groeien
In een van je kinderen die zal erven wat je zelf verliest,
En dat jonge bloed dat je geeft als je jong bent
Kun je je eigen noemen als je oud bent.
Daarin ligt wijsheid, schoonheid en gewin;
Want zonder wacht ons dwaasheid, ouderdom en kil verval.
Dacht iedereen zoals jij, dan zou de wereld eindigen
In amper zestig jaar.
Laat zij, waar de Natuur niet wil mee kweken,
Met al hun lelijkheid kinderloos vergaan.
En wie ze het meeste schonk
Zou al die rijke giften moeten benutten.
Je bent het zegel dat ze uitsneed, en ze verwacht van jou
Dat je er veel kopieën van jezelf mee maakt, vooraleer je sterft.

## Analyse
Dat een mens even snel groeit als hij verwelkt is een paradox, zeker als de vergelijking wordt gemaakt met de Maan ("to wane") die immers nooit tegelijk wast en afneemt. Het punt waarop een man begint te 'groeien' is de geboorte van een kind, waarin hij vanaf dat ogenblik zelf begint verder te leven. 
In versregel 3 en 4 wordt gezegd dat nu hij nog jong is, hij vers bloed kan geven aan zijn kind. Het is een aansporing om niet te lang meer te wachten, nu hij stilaan ouder wordt ("when you from youth convertest"). Convertest werd overigens uitgesproken als "convartest" zodat het rijmt op het eindwoord "departest" van de tweede versregel. 
Een ander punt dat wordt gemaakt (versregels 9-12), is dat niet iedereen zou moeten 'kweken', en dat de natuur dit voorbeschikt heeft aan mensen zoals de jongeman die wordt aangesproken. Hij draagt dan ook de verantwoordelijkheid om zijn opdracht te vervullen. Degenen die niet zijn uitverkoren worden als lelijk bestempeld (harsh, featureless, rude betekenen allemaal 'lelijk'). Zestig ("threescore" in versregel 8) werd gezien als een typische levensduur (in de King James Bible wordt gesproken van "threescores and ten", dus zeventig jaar). Met wat zin voor overdrijving wordt hier gezegd dat de wereld niet mag eindigen met een mensenleven. "Made for store" (versregel 9) betekent niet zozeer "gemaakt om te bewaren" maar eerder "geschikt om te kweken, zich voort te planten". Versregel 12 wordt soms ook weergegeven als "Look whom she best endow'd, she gave thee more" in plaats van "[...] she gave the more",, wat op hetzelfde neerkomt, namelijk dat de natuur de jongeman meer heeft geschonken. 
In de laatste strofe van twee regels (het distichon) wordt gezegd dat de natuur met haar eigen handen de jongeman heeft uitgesneden (zoals een houtsnede) om er een stempel mee te maken waarvan kopieën in de wereld kunnen worden gezet. Het is zijn verantwoordelijkheid om ervoor te zorgen dat dit origineel goed wordt benut en niet verloren gaat.
1 · 2 · 3 · 4 · 5 · 6 · 7 · 8 · 9 · 10 · 11 · 12 · 13 · 14 · 15 · 16 · 17 · 18 · 19 · 20 · 21 · 22 · 23 · 24 · 25 · 26 · 27 · 28 · 29 · 30 · 31 · 32 · 33 · 34 · 35 · 36 · 37 · 38 · 39 · 40 · 41 · 42 · 43 · 44 · 45 · 46 · 47 · 48 · 49 · 50 · 51 · 52 · 53 · 54 · 55 · 56 · 57 · 58 · 59 · 60 · 61 · 62 · 63 · 64 · 65 · 66 · 67 · 68 · 69 · 70 · 71 · 72 · 73 · 74 · 75 · 76 · 77 · 78 · 79 · 80 · 81 · 82 · 83 · 84 · 85 · 86 · 87 · 88 · 89 · 90 · 91 · 92 · 93 · 94 · 95 · 96 · 97 · 98 · 99 · 100 · 101 · 102 · 103 · 104 · 105 · 106 · 107 · 108 · 109 · 110 · 111 · 112 · 113 · 114 · 115 · 116 · 117 · 118 · 119 · 120 · 121 · 122 · 123 · 124 · 125 · 126 · 127 · 128 · 129 · 130 · 131 · 132 · 133 · 134 · 135 · 136 · 137 · 138 · 139 · 140 · 141 · 142 · 143 · 144 · 145 · 146 · 147 · 148 · 149 · 150 · 151 · 152 · 153 · 154